# Idiasta nephele
Idiasta nephele är en stekelart som först beskrevs av Alexander Henry Haliday 1838.  Idiasta nephele ingår i släktet Idiasta och familjen bracksteklar. Inga underarter finns listade i Catalogue of Life.